# Amphigyra
Amphigyra é um género de gastrópode  da família Planorbidae.

## Espécies
Este género contém as seguintes espécies:
- Amphigyra alabamensis Pilsbry, 1906